# Francisco González de Santa Cruz
Francisco González de Santa Cruz (Asunción del Paraguay, 1560-ib., después de 1626) fue un hidalgo, militar que llegó al rango de general y funcionario colonial hispano-criollo que como tal se convirtió en teniente de gobernador general de Asunción desde 1613 hasta 1615 e interinamente ocupó el cargo de gobernador del Río de la Plata y del Paraguay, en la segunda mitad del primer año citado. Luego, en 1615, pasó a ocupar el cargo de teniente de gobernador de Concepción del Bermejo hasta alrededor de 1625.

## Biografía hasta ser electo alcalde asunceno

### Origen familiar y primeros años
Francisco González de Santa Cruz había nacido en el año 1560 en la ciudad de Asunción, capital de la gobernación rioplatense-paraguaya que formaba parte del gran Virreinato del Perú, siendo hijo del hidalgo y escribano real leonense-español Bartolomé González de Villaverde y de su esposa María de Santa Cruz (n. Asunción, ca. 1538).
Asistió a la fundación de la ciudad de Corrientes en 1588, en donde le fue asignado una encomienda y fue nombrado como oficial real.

### Alcalde ordinario de primer voto de Asunción
Años después González de Santa Cruz fue elegido para el cargo de alcalde ordinario de Asunción y alférez real.

## Gobernador interino del Río de la Plata y del Paraguay

### Teniente de gobernador general de Asunción
Fue nombrado como teniente de gobernador general de Asunción desde el año 1613 hasta finales de febrero de 1615.
Durante su tenencia de gobierno hubo una gran producción yerbatera que quedaría referenciada por primera vez en 1614 y otorgó licencia el 23 de febrero de 1615 a su hermano, el jesuita Roque González de Santa Cruz, y a otros religiosos de la misma orden para que fundaran reducciones en la orilla occidental del río Paraguay, en el territorio chaqueño.

### Breve interinato como gobernador
Como teniente general de gobernación, Francisco González de Santa Cruz tuvo que ocupar interinamente por un corto período de tiempo el cargo de gobernador del Río de la Plata y del Paraguay, entre el 27 de julio y el 26 de diciembre de 1613, hasta que lo ocupara el titular Mateo Leal de Ayala.

## Teniente de gobernador de Concepción del Bermejo y deceso

### Nombramiento como teniente de gobernador
A finales de febrero de 1615, Francisco González de Santa Cruz fue nombrado teniente de gobernador de Concepción de Buena Esperanza del río Bermejo y ocuparía el cargo hasta alrededor del año 1625, para ser sucedido por Rodrigo Ponce de León.

### Fallecimiento
Finalmente el gobernante colonial Francisco González de Santa Cruz fallecería después del año 1626 en la ciudad de Asunción del Paraguay, capital de la gobernación del Río de la Plata y del Paraguay que era a su vez una entidad autónoma del Virreinato del Perú.

## Matrimonio y descendencia
El teniente de gobernador Francisco González de Santa Cruz se había dos veces en matrimonio:
- 1) - En primeras nupcias en 1602 con Juana de Orúe y Zárate,[2][4] una hija del capitán Pedro de Orúe y de Leonor de Arce.[9]
- 2) - En segundas nupcias en 1615 con Francisca de Saavedra,[2][8] también documentada como Francisca Suárez de Figueroa[4] (n. ca. 1577), una hermana del gobernador Hernando Arias de Saavedra[2] e hija del gobernador interino Martín Suárez de Toledo.[10] Fruto de este segundo matrimonio tuvo, por lo menos, un hijo homónimo:

- Francisco González de Santa Cruz y Saavedra (n. ca. 1616) quien fuera un militar que llegó al rango de capitán y figuraría como regidor de la ciudad de Corrientes en 1679.